# Au Panthéon !
Au Panthéon est une installation de l'artiste français JR réalisée en 2014 sur le Panthéon de Paris.

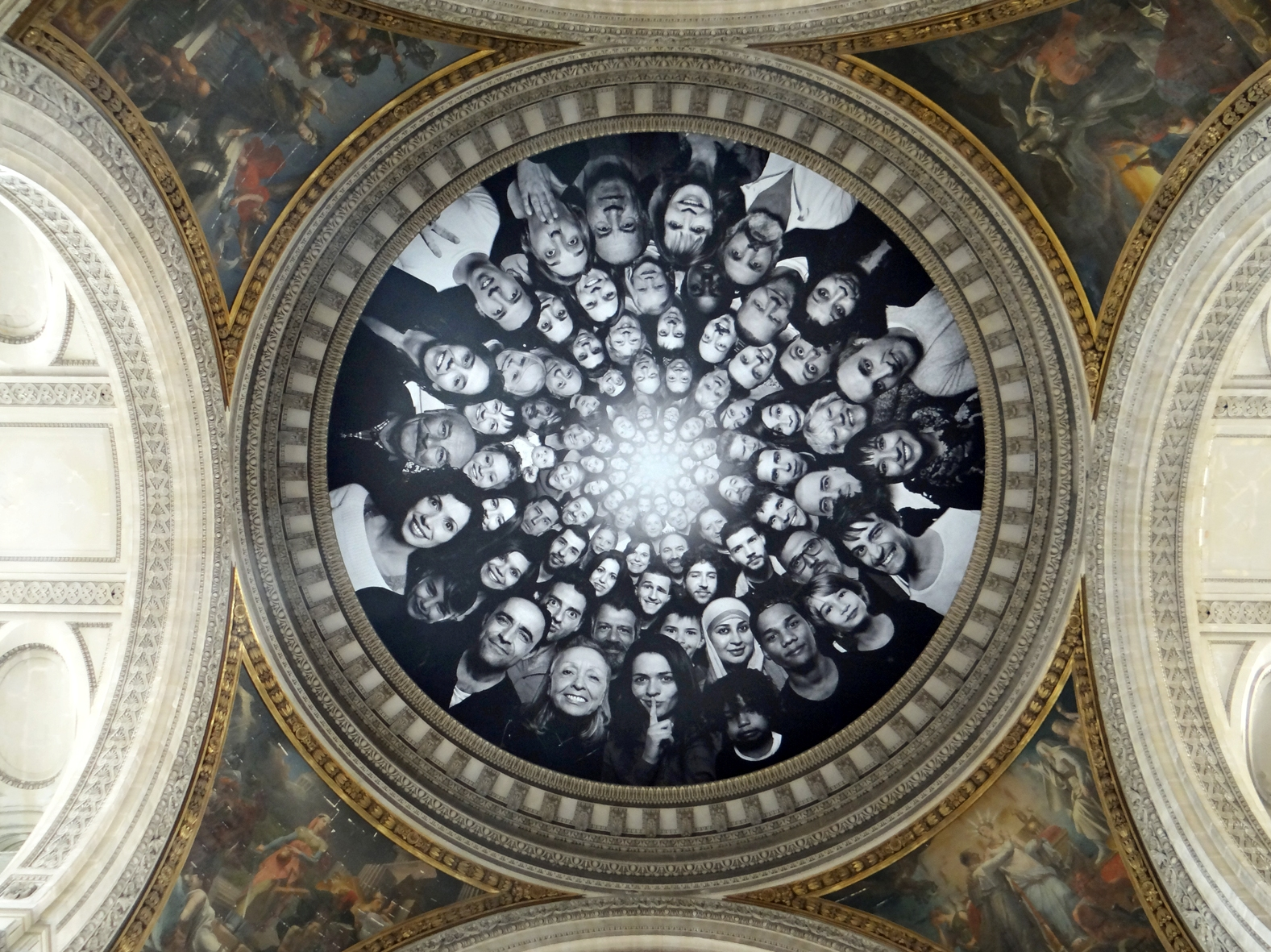
L'intérieur du dôme

## Inside Out Project

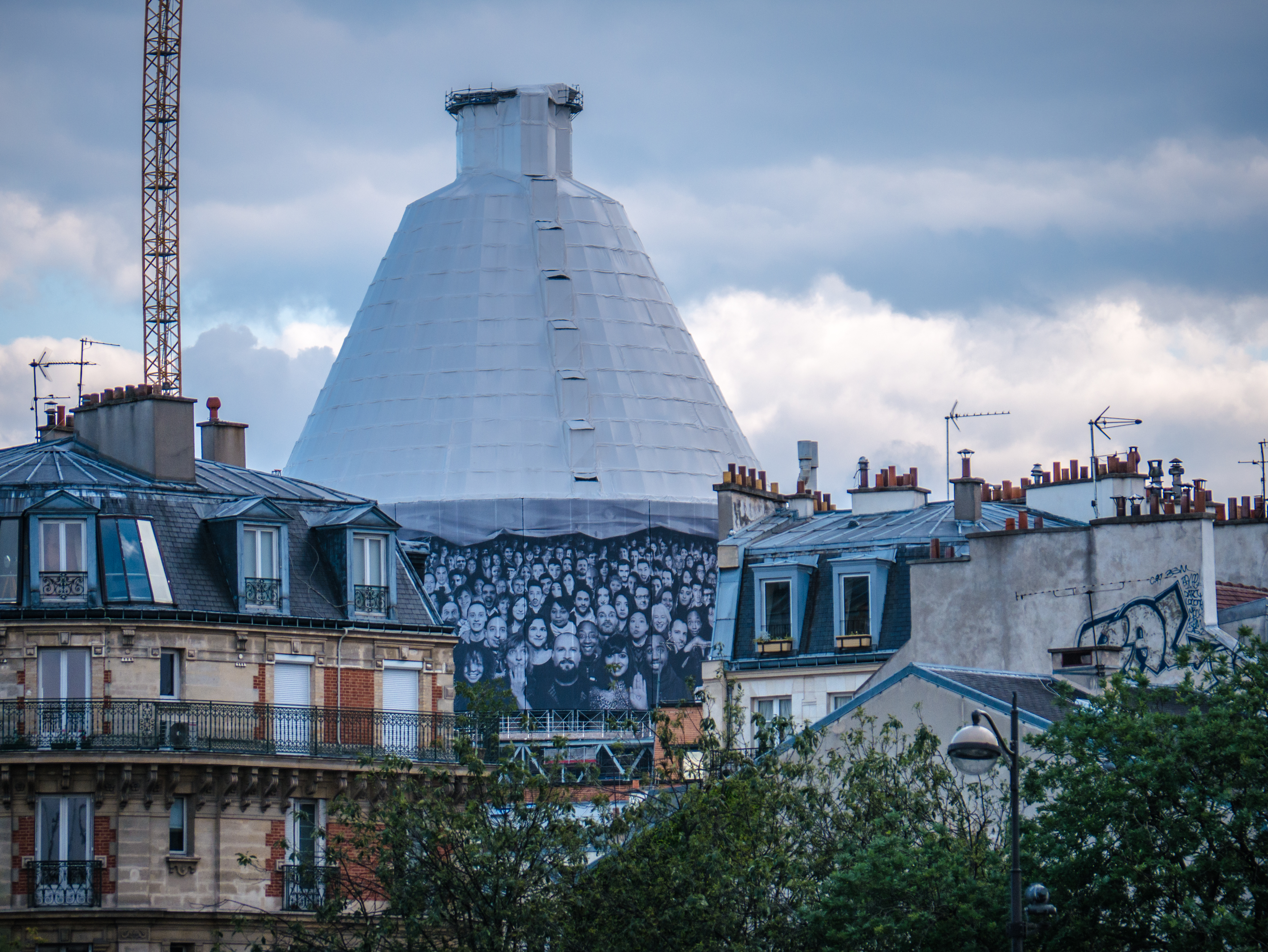
Vue du dôme

## Contexte de l'œuvre
En France, le Centre des Monuments Nationaux a collaboré avec le projet Inside Out pour une installation patriotique qui couvrirait le Panthéon en travaux. L’idée était de capturer par la photographie les valeurs humanistes et universelles symbolisées par le monument,.
Durant le mois de mars 2014, de nombreux autoportraits ont été récupérés via le site internet du projet, ouvert au monde entier. Par ailleurs, le camion photomaton s’est rendu dans différents lieux culturels importants afin de rassembler le plus de portraits possible : La Basilique Saint-Denis, le Château et les remparts de Carcassonne, le Château d’Angers, les alignements de Carnac, les tours de La Rochelle, le Palais de Tau à Reims, la Villa Savoye à Poissy, l’Hôtel de Sully à Paris et enfin le Panthéon. Une mosaïque fut finalement créée en utilisant les portraits les plus représentatifs de la diversité du monde contemporain. Cette mosaïque, servant d’enveloppe au monument en travaux, fut inaugurée le 22 avril 2014.

## Description
Les photographies en noir et blanc recouvrent certains espaces du Panthéon : à l'extérieur du dôme, sur la colonnade ; à l'intérieur de la coupole, sur le sol de la nef. A l'extérieur du monument, elles figurent sur une bâche utilisée pour protéger l'édifice pendant les travaux de restauration. Ces photographies sont juxtaposées, ne laissant aucun espace vide en arrière plan. Cela peut évoquer une vaste mosaïque. Au total, l'œuvre mesure plus de 3000 m² de bâche qui laisse passer le jour et l'air, mais pas la pluie.
Les photographies évoquent la pratique des selfies : les modèles avaient la liberté de poser comme ils voulaient ; en revanche, c'est l'artiste (JR) qui a décidé de l'emplacement des photographies sur son œuvre.

## Interprétation

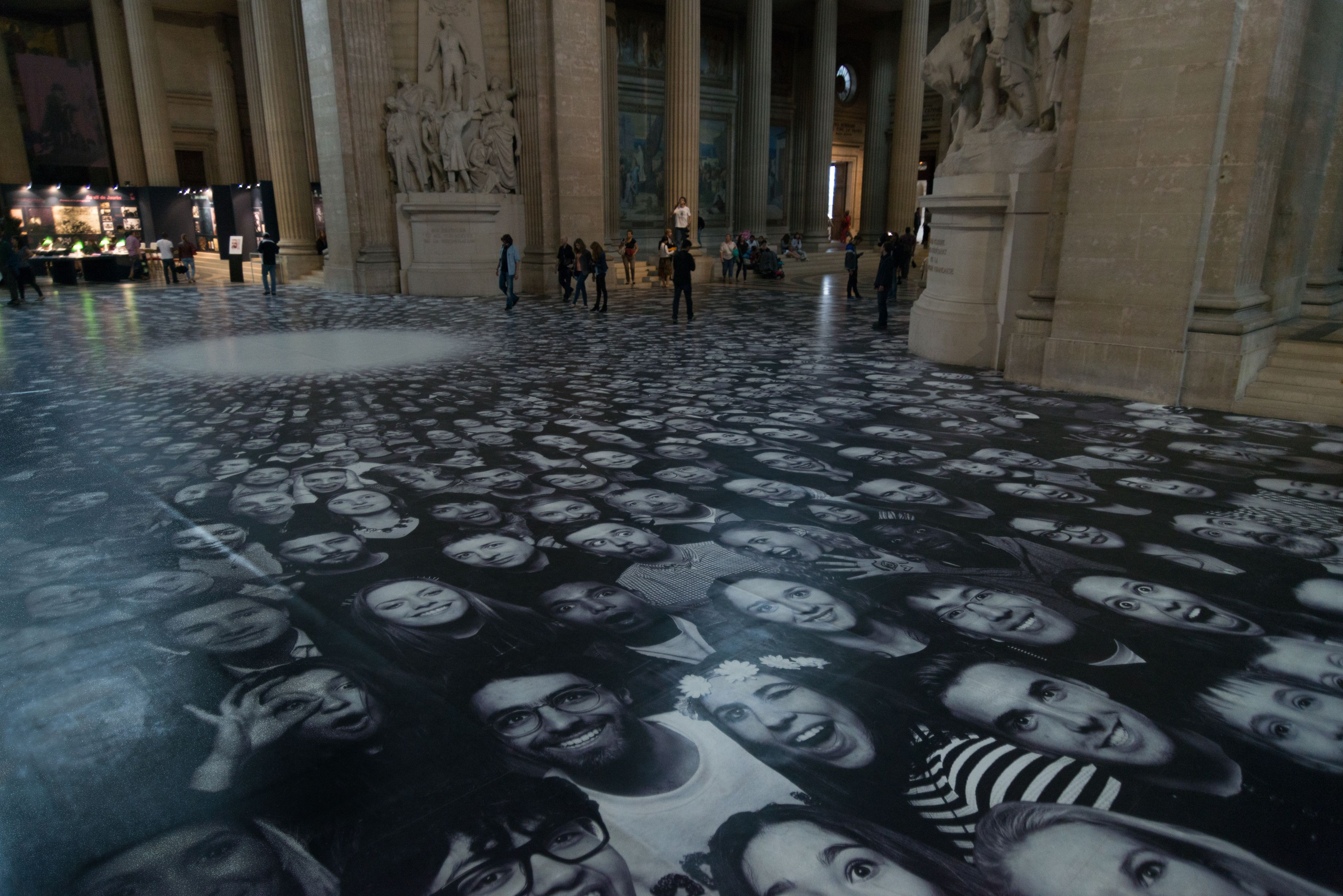
Portraits dans la nef

- Si vous ne connaissez pas le sujet, laissez ce bandeau (vous pouvez alors contacter les auteurs).
- Si vous supprimez le contenu mis en cause (vous pouvez préalablement contacter les auteurs),

argumentez précisément cette suppression dans la page de discussion
(un manque de référence n'est pas un argument ; une recherche réelle de référence doit avoir été effectuée, être formellement documentée).

### Impression d'unité
Les portraits serrés, mais non superposés, des modèles donnent une impression de force et d'unité. Ces modèles partagent des traits communs : ils sont tous humains, en noir et blanc, de face, et habillés.
La disposition des photographies renforce cette impression d'unité. Les portraits ne sont pas distribués au hasard, dans le désordre. L'artiste les a adaptés à la coupole : les photographies forment des rangées de cercles concentriques, les plus grandes photos sont à l’extérieur. La taille des photos diminue plus en va vers le centre de la coupole. Dans la nef, les photographies sont disposés dans le même sens.

### Diversité
L'œuvre montre également la diversité des êtres humains : ils ont des âges différents, il y a des hommes et des femmes d'origines ethniques variées. Certains modèles se distinguent par leurs gestes, leur sourire, leur chapeau. Certains font des grimaces, d'autres ferment les yeux, des attitudes proprement humaines.

### Ruptures et continuités
L'œuvre de JR s'inscrit dans un lieu particulier, dont elle est indissociable. Elle fait écho à la dimension humaine et universelle du Panthéon. Ce dernier est un lieu atypique pour l'artiste qui choisit habituellement des lieux plus modestes ou politiques. L'installation de JR renvoie aux différents changements de fonctions qu'a connues le Panthéon de Paris : alors que le Panthéon de Rome était un temple dédié à tous les dieux, celui de Paris fut une église pour le dieu des chrétiens puis une nécropole laïque. La bâche rappelle que l'édifice est en travaux ; elle est éphémère : une fois le chantier terminé, elle sera enlevée.
La rupture vient également du contraste entre un bâtiment ancien et classique (le Panthéon) et une installation d'art contemporain (l'œuvre de JR). Elle montre aussi une opposition entre la nécropole (monde des morts) et les portraits de personnes vivantes. La joie et la liberté qu'expriment les portraits anonymes contrastent avec le lieu destiné au recueillement, au souvenir, à la mémoire de grands hommes et de grandes femmes. Le décor classique du Panthéon est fait de statues, de peintures, de mosaïques représentant des grandes figures religieuses et historiques françaises. Ce sont des œuvres académiques, des commandes officielles du pouvoir. Alors que seules cinq femmes reposent dans la nécropole, JR rétablit l'équilibre entre les sexes en montrant autant d'hommes que de femmes. L'architecture grandiose et austère contraste avec les représentations de gens simples et divers. Le projet INSIDE OUT permet à des personnes anonymes d'avoir leur moment de gloire, d'être affiché dans un lieu public aux côtés d'œuvres classiques et de personnages célèbres enterrés dans la crypte.